# امامزاده یحیی (ساری)
امامزاده یحیی ساری در ساری و به‌عنوان یکی از آثار ملی ایران به ثبت رسیده است.
ساختمان برج آجری امامزاده یحیی ساری در شهر ساری واقع شده و در تاریخ ۳۱ تیر ۱۳۱۳ با شماره ثبت ۲۱۱ به‌عنوان یکی از آثار ملی ایران به ثبت رسیده است. دارای صندوق و در نفیس چوبی است که از اهمیت هنری و تاریخی برخوردارند.
امامزاده یحیی ساری در زمان مرعشیان (قرن نهم هجری قمری) بنا گردیده است و بخش الحاقی آن در زمان قاجار در سال ۱۱۹۳ ساخته شده که در اثر آتش‌سوزی از بین رفته و دوباره در سال ۱۳۳۰ ساخت بنای جدید الحاقی در جای قبلی انجام گرفت.
بنای امامزاده، برجی استوانه‌ای با گنبد هرمی ۱۲ضلعی به ارتفاع حدود۱۷ متراست. هسته اصلی بنا دارای پلان دایره شکل می‌باشد که حجم استوانه‌ای را به وجود آورده‌است برج مقبره مذکور با گنبد دوپوسته پوشانده شده که پوسته درونی بر پایه چفتی تیزه دار اجرا شده و بر روی آن گنبد بیرونی به صورت رک و۱۲ ضلعی قرار گرفته‌است. مصالح مورد استفاده دربنا نیز آجرختایی با ابعاد۱۹*۱۹*۴ سانتیمتر، ملات آهکی وگچ می‌باشد. در دوره معاصر نیز آجرهای سه سانتی جهت نماسازی بخش‌های الحاقی استفاده شده‌است. از چوب نیز برای ساخت در ورودی، پنجره وضریح استفاده شده‌است.